# Elke Rehder
Elke Rehder (* 4. Mai 1953 in Hamburg) ist eine deutsche Malerin, Grafikerin und Buchkünstlerin.

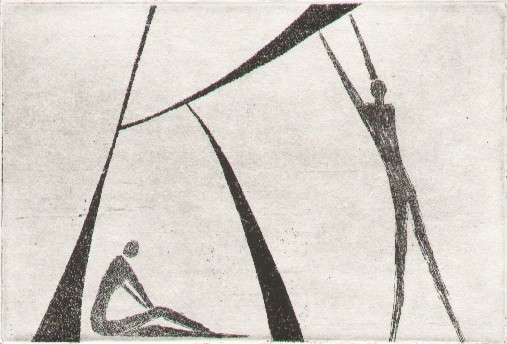
Radierung von Elke Rehder zu Kafka: Der Process

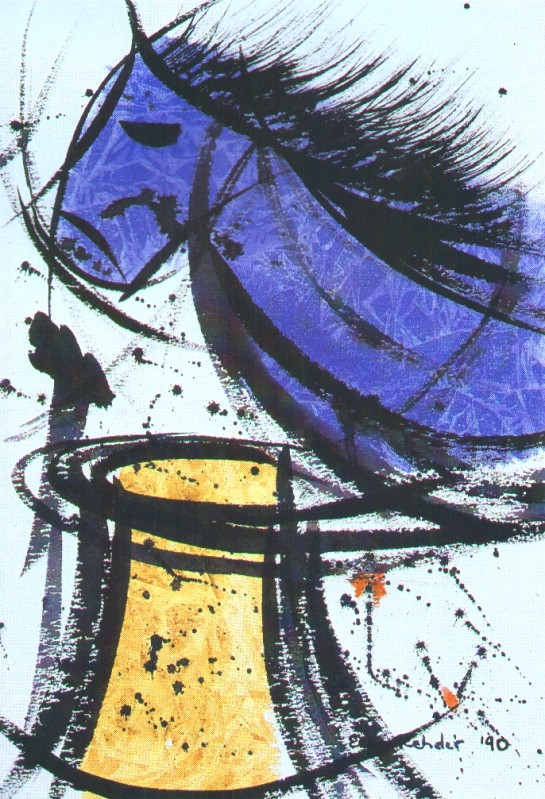
Springer schlägt Turm, Aquarell von Elke Rehder

## Leben und künstlerisches Schaffen

### Ausbildung. Schach-Motive
Elke Rehder studierte 1979–1980 Freie Kunst an der „Heatherley School of Fine Art“ in London. 1984–1987 war sie Mitglied der „Paddington Art Society“ und 1986–1996 der „Free Painters and Sculptors“ in London. In jener Zeit war sie überwiegend als Objektkünstlerin tätig. Es entstanden Objekte aus Eisen, Stahl, Kupfer, Granit, Marmor sowie Kleinbronzen im Wachsausschmelzverfahren. Die Symbolik des Schachspiels wird in ihrer Londoner Zeit zu einem Schwerpunktthema in ihrer Kunst nach dem Motto von Boris Spasski: „Schach ist wie das Leben“. Seitdem schafft sie großformatige Rauminstallationen und Land Art Projekte zum Thema Schach.
1992 erhielt Rehder den 1. Preis der Bernhard-Kaufmann-Gesellschaft in Worpswede. Sie errichtete sich in Barsbüttel bei Hamburg ein eigenes Atelier mit Handpressen für Radierung und Holzschnitt. 1991 startete sie das internationale Projekt „Kulturgesellschaft Europa“. 1991–1993 belegte sie u. a. einen Meisterkurs bei Ulrich Teske in der Bundesakademie für kulturelle Bildung Wolfenbüttel. Seit einem Arbeitsstipendium 1993 im Künstlerhaus in Cuxhaven ist die Malerei der Schwerpunkt ihres Schaffens. Seitdem entstehen großformatige Gemälde in Öl und Acryl auf Leinwand, Mixed Media auf Papier und Paper-Art (Objekte aus handgeschöpftem Papier).

### Themenschwerpunkt Literatur
Rehder gründete 1993 die Elke Rehder Presse, in der bis heute Künstlerbücher, Pressendrucke und Mappenwerke in kleinen Auflagen erschienen sind. Rehder ist Mitglied in der Gesellschaft der Bibliophilen, in der Maximilian-Gesellschaft und in der Pirckheimer-Gesellschaft, in der sie 1998 auch im Vorstand mitarbeitete.

### Sammlung alter Stiche und Lithografien
Zeitgleich mit dem Projekt Kulturgesellschaft Europa begann Rehder mit der Sammlung und Digitalisierung von Bildmaterial aus Zeitschriften und Zeitungen vor 1900, wie beispielsweise Illustrirte Zeitung, Die Gartenlaube und Über Land und Meer sowie die von Albert Henry Payne herausgegebenen Familienjournale. Zusätzlich existiert eine noch nicht bibliografierte Sammlung von Karikaturen aus den Satire-Zeitschriften Lustige Blätter, Fliegende Blätter, Kladderadatsch und Le Charivari. 2016 enthielt die Sammlung ca. 55.000 Holzstiche und ca. 11.000 Lithografien, Kupferstiche, Stahlstiche und Fotografien zu allen Gebieten. Ein Teil des Bildmaterials wurde 2014 in dem Buch Schach in Zeitungen des 19. Jahrhunderts und seit 2016 in der Publikationsreihe Schachaufgaben im Original veröffentlicht. Hierbei handelt es sich um Abbildungen historischer Schachdiagramme und Porträts von Schachkomponisten.
Rehder nahm mit Büchern und Mappenwerken, die Holzschnitte und Radierungen enthalten, bis zum Jahr 2003 mehrmals an der Leipziger Buchmesse und Frankfurter Buchmesse, an der Mainzer Minipressen-Messe und an der „Quod Libet“ in Hamburg teil.
Außer den Drucken der Elke Rehder Presse und den Einblattdrucken mit Holzschnitten und Radierung erschienen auch zahlreiche Malerbücher, Buchobjekte und Paper Art Objekte zum Process von Franz Kafka, zur Schachnovelle von Stefan Zweig, ferner zu Bertolt Brecht, Hugo Ball, Hermann Hesse, Friedrich Hölderlin u. a.

## Ausstellungen

### Einzelausstellungen (Auswahl)
- 1992: Schloss Reinbek bei Hamburg
- 1993: Bundesministerium für Wirtschaft, Bonn
- 1993:	Künstlerhaus Cuxhaven
- 1994:	Stormarnhaus, Bad Oldesloe
- 1996:	Drostei (Pinneberg)
- 1999:	Eutiner Landesbibliothek
- 2000:	Büchergilde Gutenberg, Hamburg
- 2002:	Literaturhaus Schleswig-Holstein, Kiel
- 2003:	Burg Beeskow, Kulturzentrum Landkreis Oder-Spree
- 2003:	Saarländische Universitäts- und Landesbibliothek, Saarbrücken
- 2004:	Niedersächsische Landesbibliothek, Hannover
- 2006:	Gottfried Wilhelm Leibniz Bibliothek, Hannover

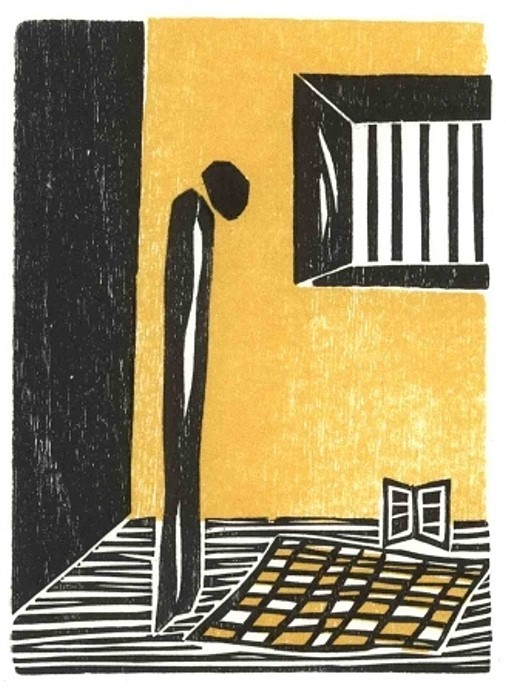
Holzschnitt zu Stefan Zweigs Schachnovelle von Elke Rehder

### Gemeinschaftsausstellungen (Auswahl)
- 1992: Schwedenspeicher-Museum, Stade
- 1993: Bundesakademie für kulturelle Bildung Wolfenbüttel
- 1996: Deichtorhallen, Hamburg
- 1996: Gutenberg-Museum, Mainz
- 1997: Kulturzentrum Marstall, Ahrensburg
- 1998: Österreichische Nationalbibliothek, Wien, Österreich
- 1998: Schloss Neu-Augustusburg, Weißenfels
- 1999: Germanisches Nationalmuseum, Nürnberg
- 2001: Museum der Arbeit, Hamburg
- 2002: Schloss Maretsch, Bozen (Italien)
- 2002: Staatsbibliothek Preußischer Kulturbesitz, Berlin
- 2003: Stefan-Andres-Gesellschaft, Schweich
- 2004: Staats- und Universitätsbibliothek Hamburg
- 2005: Museum für Kunst und Gewerbe, Hamburg
- 2006: Deutsches Literaturarchiv, Marbach
- 2011: Klingspor-Museum, Offenbach am Main

## Werke in öffentlichem Besitz (Auswahl)
- Universitätsbibliothek Basel
- Königliche Bibliothek der Niederlande in Den Haag
- Museum für Kunst und Gewerbe in Hamburg
- British Library in London
- Gutenberg-Museum in Mainz
- Deutsches Literaturarchiv in Marbach
- Germanisches Nationalmuseum in Nürnberg
- Klingspor-Museum in Offenbach
- Herzogin Anna Amalia Bibliothek in Weimar
- Herzog August Bibliothek in Wolfenbüttel
- Folkwang Museum in Essen
- Österreichische Nationalbibliothek in Wien